# Charles Weinstock
Charles Weinstock ist ein US-amerikanischer Filmproduzent.

## Leben
Charles Weinstock ging erst spät in das Filmgeschäft ein. Vorher hatte er viel Interesse Anwalt zu sein. Seine Ausbildung erhielt er an der Harvard Law School und am Harvard College. Seine Frau Martine Weinstock ist ausführende Direktorin von Hollygrove, einer gemeinnützigen Kinderdienstagentur in Los Angeles. Sie haben zwei Kinder.
In den frühen 1990er Jahren war er zunächst an der Produktion von einigen Fernsehfilmen beteiligt, in den Jahren 2000 bis 2012 folgten mehrere Kinofilme.

## Filmografie
- 1993: Last Light (Fernsehfilm, Executive Producer)
- 1994: Der Retorten-Killer (Natural Selection, Fernsehfilm, Executive Producer)
- 2000: Joe Gould’s Secret
- 2000: Ein heißer Coup (Where the Money Is)
- 2004: Plötzlich verliebt (Sleepover)
- 2007: Das perfekte Verbrechen (Fracture)
- 2009: Fired Up!
- 2012: Das Glück der großen Dinge (What Maisie Knew)